# Louis Hémon
Louis Hémon (Brest, 12 ottobre 1880 – Chapleau, 8 luglio 1913) è stato uno scrittore francese.
Emigrato nel Canada, vi ambientò la sua opera più nota, Marie Chapdelaine, pubblicata postuma (1916 in Canada e 1921 in Francia) come tutti i suoi libri: notevole, nel romanzo, l'efficacia con cui la psicologia dei personaggi s'intreccia alla vita della natura. Tra gli altri suoi libri: Mosca cieca (Colin-Maillard, 1924), Il signor Ripois e il suo destino (Monsieur Ripois et la Némésis, 1926).

## Opere
- Maria Chapdelaine, 1916
- La Belle que voilà, 1923
- Colin-Maillard, 1924
- Battling Malone, pugiliste, 1926
- Monsieur Ripois et la Némésis, 1926
- Lettres à sa famille, 1968
- Récits sportifs, 1982
- Itinéraire de Liverpool à Québec, 1985
- Nouvelles londoniennes,  1991
- Écrits sur le Québec, 1993
- Oeuvres complètes tome I 1990, tome II 1993, tome III 1995
- Au pied de la Lettre Louis Hémon, chroniqueur sportif, 2003